# Coupe de Russie 2001
Navigation
Édition précédente Édition suivante
La Coupe de Russie est une compétition internationale de patinage artistique qui se déroule en Russie au cours de l'automne. Elle accueille des patineurs amateurs de niveau senior dans quatre catégories: simple messieurs, simple dames, couple artistique et danse sur glace.
La sixième Coupe de Russie est organisée du 22 au 25 novembre 2001 au palais de glace de Saint-Pétersbourg. Elle est la cinquième compétition du Grand Prix ISU senior de la saison 2001/2002.

## Résultats

### Messieurs
| Rang    | Nom                 | Pays       | Points | Prog. court | Prog. libre |
| ------- | ------------------- | ---------- | ------ | ----------- | ----------- |
| 1       | Evgeni Plushenko    | Russie     | 1.5    | 1           | 1           |
| 2       | Roman Serov         | Russie     | 4.5    | 5           | 2           |
| 3       | Ivan Dinev          | Bulgarie   | 5.0    | 2           | 4           |
| 4       | Matthew Savoie      | États-Unis | 6.5    | 3           | 5           |
| 5       | Ilia Klimkin        | Russie     | 7.0    | 8           | 3           |
| 6       | Yosuke Takeuchi     | Japon      | 9.0    | 6           | 6           |
| 7       | Gheorghe Chiper     | Roumanie   | 9.0    | 4           | 7           |
| 8       | Stefan Lindemann    | Allemagne  | 11.5   | 7           | 8           |
| 9       | Markus Leminen      | Finlande   | 14.0   | 10          | 9           |
| 10      | Vitaly Danilchenko  | Ukraine    | 14.5   | 9           | 10          |
| Abandon | Vincent Restencourt | France     |        | 11          |             |
| Forfait | Li Yunfei           | Chine      |        |             |             |

### Dames
| Rang | Nom                | Pays       | Points | Prog. court | Prog. libre |
| ---- | ------------------ | ---------- | ------ | ----------- | ----------- |
| 1    | Irina Sloutskaïa   | Russie     | 1.5    | 1           | 1           |
| 2    | Viktoria Volchkova | Russie     | 4.0    | 4           | 2           |
| 3    | Angela Nikodinov   | États-Unis | 4.0    | 2           | 3           |
| 4    | Ielena Sokolova    | Russie     | 5.5    | 3           | 4           |
| 5    | Jennifer Robinson  | Canada     | 8.0    | 6           | 5           |
| 6    | Elena Liashenko    | Ukraine    | 8.5    | 5           | 6           |
| 7    | Zoya Douchine      | Allemagne  | 11.5   | 9           | 7           |
| 8    | Galina Manyachenko | Ukraine    | 12.5   | 7           | 9           |
| 9    | Kanako Takahashi   | Japon      | 13.0   | 10          | 8           |
| 10   | Tamara Dorofeev    | Hongrie    | 14.0   | 8           | 10          |

### Couples
| Rang | Nom                                  | Pays               | Points | Prog. court | Prog. libre |
| ---- | ------------------------------------ | ------------------ | ------ | ----------- | ----------- |
| 1    | Elena Berejnaïa / Anton Sikharulidze | Russie             | 2.5    | 3           | 1           |
| 2    | Maria Petrova / Aleksey Tikhonov     | Russie             | 2.5    | 1           | 2           |
| 3    | Sarah Abitbol / Stéphane Bernadis    | France             | 4.0    | 2           | 3           |
| 4    | Dorota Zagórska / Mariusz Siudek     | Pologne            | 6.0    | 4           | 4           |
| 5    | Julia Obertas / Alexei Sokolov       | Russie             | 7.5    | 5           | 5           |
| 6    | Viktoria Maksiuta / Vitali Dubina    | Ukraine            | 9.0    | 6           | 6           |
| 7    | Valérie Marcoux / Bruno Marcotte     | Canada             | 10.5   | 7           | 7           |
| 8    | Kateřina Beránková / Otto Dlabola    | République tchèque | 12.0   | 8           | 8           |
| 9    | Laura Handy / Jonathon Hunt          | États-Unis         | 14.0   | 10          | 9           |
| 10   | Mariana Kautz / Norman Jeshke        | Allemagne          | 14.5   | 9           | 10          |

### Danse sur glace
| Rang | Nom                                     | Pays               | Points | Danse imposée | Danse originale | Danse libre |
| ---- | --------------------------------------- | ------------------ | ------ | ------------- | --------------- | ----------- |
| 1    | Barbara Fusar-Poli / Maurizio Margaglio | Italie             | 2.0    | 1             | 1               | 1           |
| 2    | Galit Chait / Sergei Sakhnovski         | Israël             | 4.0    | 2             | 2               | 2           |
| 3    | Olena Hrushyna / Ruslan Honcharov       | Ukraine            | 6.0    | 3             | 3               | 3           |
| 4    | Tatiana Navka / Roman Kostomarov        | Russie             | 8.0    | 4             | 4               | 4           |
| 5    | Natalia Romaniuta / Daniil Barantsev    | Russie             | 10.0   | 5             | 5               | 5           |
| 6    | Magali Sauri / Michael Stifunin         | France             | 12.0   | 6             | 6               | 6           |
| 7    | Agata Błażowska / Marcin Kozubek        | Pologne            | 14.0   | 7             | 7               | 7           |
| 8    | Kateřina Kovalová / David Szurman       | République tchèque | 16.4   | 9             | 8               | 8           |
| 9    | Stephanie Rauer / Thomas Rauer          | Allemagne          | 17.6   | 8             | 9               | 9           |
| 10   | Josée Piche / Pascal Denis              | Canada             | 20.0   | 10            | 10              | 10          |
| 11   | Ekaterina Gvozdkova / Timur Alaskhanov  | Russie             | 22.0   | 11            | 11              | 11          |
| 12   | Jessica Huot / Juha Valkama             | Finlande           | 24.0   | 12            | 12              | 12          |

## Sources
- (en) Résultats de la Coupe de Russie 2001 sur le site de l'International Skating Union
- Patinage Magazine N°80 (Décembre 2001)